# Hypochaeris laevigata
Hypochaeris laevigata là một loài thực vật có hoa trong họ Cúc. Loài này được (L.) Benth. & Hook.f. mô tả khoa học đầu tiên năm 1878.